# شوهي تاكاهاشي
شوهي تاكاهاشي (باليابانية: 高橋 祥平) (27 أكتوبر 1991 في طوكيو في اليابان – )؛ هو لاعب كرة قدم ياباني سابق كان يلعب كمدافع.

## وصلات خارجية
- شوهي تاكاهاشي على موقع رابطة كرة القدم اليابانية للمحترفين (اليابانية)
- شوهي تاكاهاشي على موقع قاعدة بيانات كرة القدم.إي يو (الإنجليزية)
- شوهي تاكاهاشي على موقع Soccerway.com (الإنجليزية)
- شوهي تاكاهاشي على موقع عالم كرة القدم.نت (الإنجليزية)
- شوهي تاكاهاشي على موقع كووورة